# Dato Abdullah Sangki
Datu Abdullah Sangki es un municipio filipino de la provincia de Maguindánao.
El municipio fue creado bajo el Muslim Mindanao Autonomy Act n.º 153 de 20 de agosto de 2003, ratificado a través de plebiscito el 3 de enero de 2004 (National Statistical Coordination Board).

## Barangayes
Datu Abdullah Sangki se divide políticamente a 10 barangayes.
- Banaba
- Dimampao
- Guinibon
- Kaya-kaya
- Maganoy
- Mao
- Maranding
- Sugadol
- Talisawa
- Tukanolocong (Tukanologong)